# Il ragazzo dagli occhi chiari
Il ragazzo dagli occhi chiari è un film del 1970 diretto da Emilio Marsili.
Conosciuto anche con il titolo alternativo La montagna della paura.